# 赖希灵
赖希灵是德国巴伐利亚州的一个市镇。总面积23.26平方公里，总人口1569人，其中男性790人，女性779人（2011年12月31日），人口密度67人/平方公里。